# Terre crue
« Banco (matériau) » redirige ici. Pour les autres significations, voir Banco.

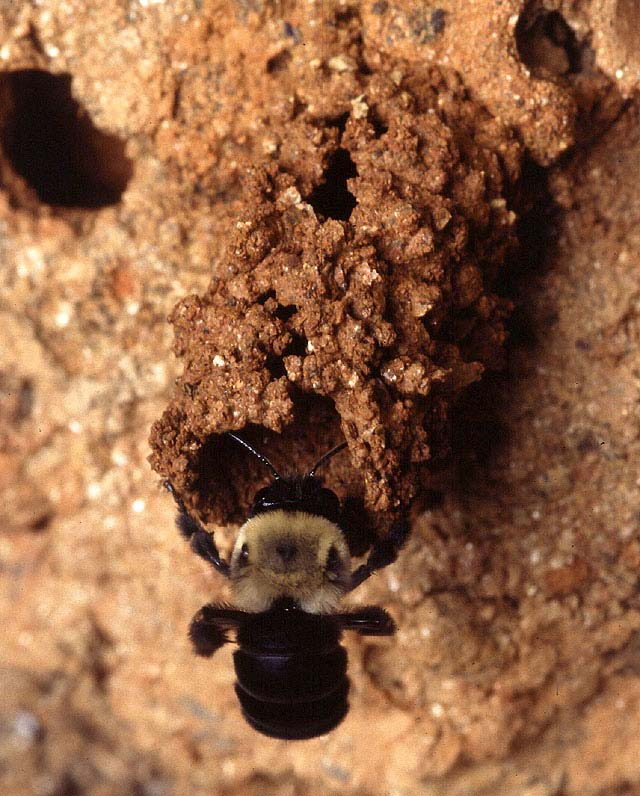
La terre est utilisée par de nombreuses espèces animales pour construire des nids, galeries, opercules de nids, parfois mélangée à de la salive ou à des excrétats la solidifiant. C'est le cas de certaines abeilles solitaires qui construisent leur loge en terre, ou des osmies qui utilisent la terre pour boucher leurs galeries de ponte.

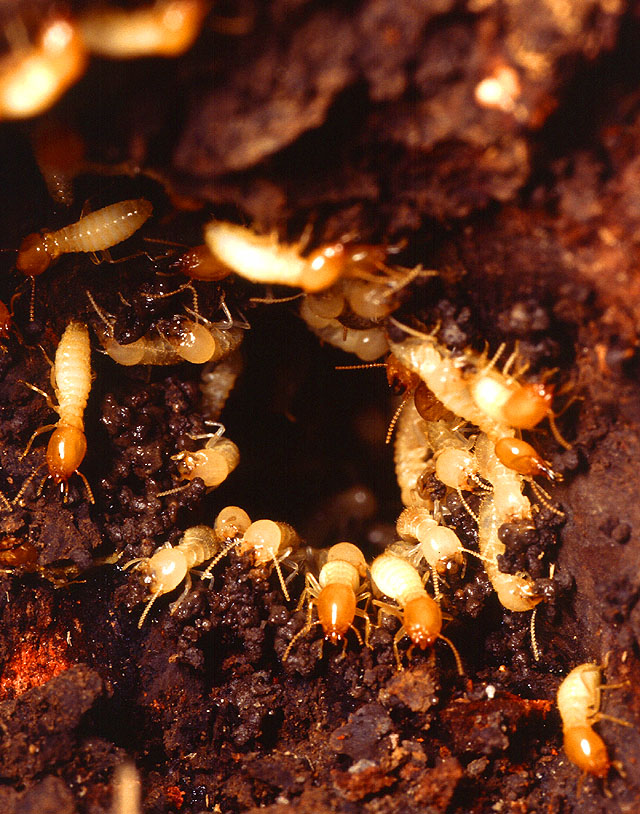
Les termites font partie des grands constructeurs. Seules certaines espèces utilisent la terre pour construire les termitières. D'autres utilisent des fibres végétales.

La terre crue désigne un mélange ou un matériau fini composés de terre non cuite, et non adjuvantée de liants hydrauliques tels que le ciment ou la chaux. Le mélange peut être éventuellement adjuvanté de composants naturels et réversibles.
En construction, les termes consacrés sont multiples, mais ils désignent tous un matériau de base constitué par une pâte ou une boue contenant plus ou moins d'argile ou de limon — ce que les anciens appelaient terre franche — éventuellement dégraissée au sable et fibrée de foin, de paille ou d'autres fibres végétales, additionnée de différents matériaux qui vont modifier ses propriétés (chaux, urine de bestiaux, etc.). Ce matériau est utilisé comme mortier (mortier de terre) ou est appliqué comme enduit, utilisé en remplissage d'une ossature (torchis, hourdage, bousillage, etc.) ; il est parfois empilé (bauge, gazon), coffré (pisé, bauge coffrée, torchis coffré), découpé ou modelé sous forme de briques crues (adobe, banco, brique de terre compressée , etc.) ou simplement foulé au sol (terre battue).
La terre crue a sur la terre cuite l'avantage d'être moins dispendieuse en énergie, moins polluante. Ayant tendance à se diluer dans l'eau, elle doit toutefois être protégée des sources d'humidité. La terre crue est appréciée pour ses propriétés de régulation de température et d'humidité.

## Composition de la terre crue
La terre crue est un matériau minéral granulaire, composé de matière solide, liquide et gazeuse. La fraction solide est constituée de grains : cailloux (taille exprimée en centimètres), graviers (de 20 mm à 5 mm), de sables (5 mm à 0,06 mm), limon (0,06 mm à 2 µm), argile, qui sont des plaquettes plutôt que des grains (taille inférieure à 2 µm) et oxydes métalliques qui ont des propriétés colorantes (taille également inférieure à 2 µm). La fraction liquide est constituée d'eau et de corps organiques et minéraux dissous dans cette eau. La fraction gazeuse est constituée d'azote, d'oxygène, de gaz carbonique, ainsi que de gaz issus de la vie présente dans la terre (hydrogène, méthane, etc.). Les fractions liquides et gazeuses subissant des modifications très rapides, on caractérise traditionnellement un sol par sa fraction solide, ce qui se traduit par l'étude de sa granulométrie.
Lors de l'utilisation de la terre crue pour réaliser un ouvrage, la fraction liquide est à prendre en compte avec autant d'attention que la fraction solide. Les limites entre les principaux « états hydriques » (solide, plastique, liquide) sont déterminées par le test dit des limites d'Atterberg : en présence de très peu d'eau, la terre peut être compactée dans des coffrages (technique du pisé), lorsqu’on en rajoute progressivement, on passe à un matériau plastique et malléable (moulage dans des petits coffrages en bois pour façonner des briques), puis à une terre visqueuse (utilisée comme un mortier de terre ou comme enduit) et enfin à un liquide, mélangé sous forme de barbotine à des fibres comme la paille ou les copeaux de bois.
Essentiellement composée de granulats (cailloux, graviers, sables et silts) et d'un liant (la pâte formée par les argiles et l'eau), la terre crue fait partie de la famille des bétons (le béton de terre) aux côtés du béton de ciment. C'est l'un des plus anciens matériaux composites.

## Caractéristiques physiques de la terre crue

### Masse volumique
La masse volumique est liée à la quantité de matière gazeuse présente dans la terre. Elle varie de 1 200 kg/m3 à 1 600 kg/m3 pour de la terre foisonnée (dans un tas de terre par exemple).
Cette valeur augmente à la suite d'une mise en œuvre par compactage (pisé par exemple). On obtient alors typiquement une masse volumique de 2 000 kg/m3.
Les mélanges amendés en paille sont plus légers, en terre-paille, la masse volumique est de 300 kg/m3 à 1 300 kg/m3.

### Résistance mécanique
La terre crue est un matériau s'apparentant au béton.
Du point de vue mécanique, elle fonctionne comme ce dernier, uniquement en compression ; les valeurs de résistance à la traction, à la flexion et au cisaillement sont très faibles.
La terre mise en œuvre de manière monolithique (pisé, bauge) a généralement une résistance à la compression d'environ 20 kg/cm2 (2 MPa).
Les éléments de maçonnerie (adobes) ont des résistances à la compression pouvant aller de 20 kg/cm2 à 50 kg/cm2 (2 MPa à 5 MPa).
L'adjonction d'éléments fibreux (paille par exemple) permet de conférer au mélange une certaine résistance en traction, flexion et cisaillement, mais elle reste néanmoins négligeable.

### Aspects thermiques
Contrairement aux idées reçues, la terre n'est pas un matériau isolant. En revanche, elle possède une excellente inertie thermique. Cela se traduit par une régulation des différences de températures intérieures (en été, dans un habitat en terre crue, il fait plus frais le jour car le mur se rafraîchit la nuit, rendant cette fraîcheur le jour).
Voici quelques valeurs, pour une terre à 1 500 kg/m3 :
- conductivité thermique : 0,75 W/m.°C ;
- chaleur spécifique : 900 J/kg.°C ;
- capacité thermique : 1 350 kJ/m3 .°C
- effusivité thermique : 1,00 J/(racine carrée de la capacité thermique).m².°C.[réf. souhaitée]

Ainsi, un pisé à 2 000 kg/m3 possède une capacité thermique de 1 800 kJ/m3 .°C.

### Aspects acoustiques

#### État de l’art
Les chercheurs s’efforcent de favoriser le déploiement à grande échelle de la terre crue dans le secteur de la construction. À cette fin, des initiatives nationales comme le Projet National Terre Crue ont vu le jour pour lever les obstacles à son adoption massive. En matière de propriétés acoustiques, deux aspects principaux sont particulièrement étudiés :
- L’isolation acoustique, qui concerne la réduction de la transmission des ondes sonores d’un espace à un autre.
- L’absorption acoustique, qui vise à limiter la réverbération des ondes sonores et à améliorer le confort sonore dans les espaces intérieurs.

La terre crue, selon sa méthode de mise en œuvre, peut être particulièrement efficace pour la correction acoustique des salles, ce qui en fait un matériau prometteur pour les environnements nécessitant une gestion précise de l’acoustique.

##### Comportement acoustique de la terre crue
Pour évaluer les performances acoustiques des différentes techniques de mise en œuvre de la terre crue, des essais ont été réalisés en laboratoire et à grande échelle . Les principales nuisances sonores ciblées par ces recherches sont liées aux basses fréquences, comme celles générées par les infrastructures routières et les véhicules. Ces fréquences, particulièrement difficiles à atténuer, justifient l’étude approfondie des propriétés acoustiques de la terre crue dans ce contexte .

##### Facteurs influençant les performances acoustiques de la terre crue

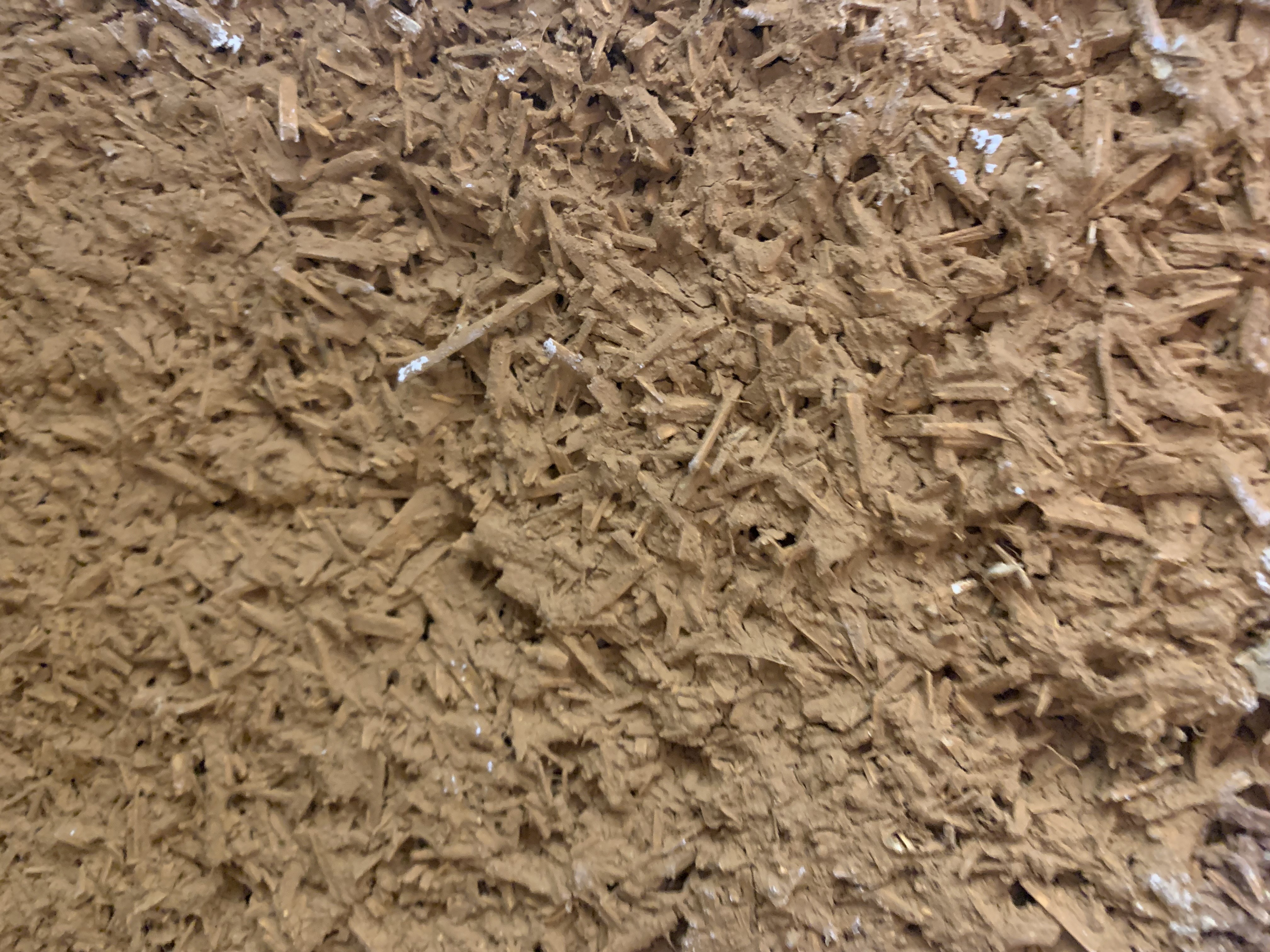
Photo prise au laboratoire LTDS de la face extérieure d'un mur en terre crue

La terre crue est un matériau hétérogène dont les performances acoustiques dépendent de plusieurs paramètres :
- La méthode de mise en œuvre :  influence directement la structure interne du matériau.
- La porosité : un facteur clé dans l’absorption et la transmission des sons [5].
- La masse volumique : une densité plus élevée, favorisée par une proportion importante de sable dans la composition, améliore l’isolation acoustique [6].

Ces propriétés rendent la terre crue adaptée à une utilisation variée en construction, mais nécessitent encore des études approfondies pour en optimiser les performances.

##### Champ d’étude actuel
Aujourd’hui, de nombreux travaux de recherche se penchent sur les propriétés acoustiques de la terre crue. Des initiatives comme le Projet National Terre Crue ont pour objectif de développer des abaques et des outils pour caractériser et prédire le comportement acoustique de ce matériau . Cependant, il s’agit encore d’un domaine de recherche émergent qui demande à être approfondi pour faciliter une intégration systématique de la terre crue dans les projets de construction. L’enjeu est également de sensibiliser les professionnels et d’adapter les réglementations acoustiques aux spécificités de ce matériau.

### Enjeux sociétaux
La loi relative à la transition énergétique pour la croissance verte du 17 août 2015 sur la transition énergétique fixe l’objectif de diminuer de 87% les émissions dans le bâtiment d’ici 2050, ce qui nécessite entre autres de s’intéresser au cycle de vie des matériaux utilisés. En termes d’émissions carbone, la terre crue possède le grand avantage d’avoir une énergie grise presque nulle (elle ne nécessite aucune réaction chimique et peut être excavée de chantiers voisins) et d’être entièrement recyclable. De plus, ses propriétés hygrothermiques permettent de réduire la consommation énergétique des bâtiments.
Par ailleurs, les propriétés acoustiques de la terre crue favorisent un environnement sonore de qualité, ce qui améliore le confort et la santé des usagers .
Pour permettre de déployer à grande échelle la construction en terre crue, en plus des Guides de bonnes pratiques publiés en 2019, le Projet National Terre Crue a été lancé en 2017. Il vise à lever les freins culturels, socio-économiques, techniques, assurantiels et réglementaires identifiés pour ce secteur. Ce plan finance différents projets de recherche pour développer les connaissances concernant les performances, notamment acoustiques avec le projet CarAc’Terre, des différentes techniques de terre crue. Ces nouvelles connaissances en libre accès aident artisans et fabricants à utiliser une technique de terre crue adaptée à leur projet et terrain, afin de limiter les transports.

## Histoire de la céramique et de la sculpture
Toutes les civilisations ont connu, avant l'utilisation de la terre cuite, une poterie réalisée en terre crue.
Une terre argileuse destinée à la cuisson est souvent appelée « glaise » ou « terre glaise ». Suivant sa destination, on lui a donné divers noms : terre à four, terre à brique, terre à pipe, terre à potier, terre à porcelaine (le kaolin), etc.
|  |  |

De nombreuses sculptures ont été réalisées en terre crue, ou terre séchée. L'art gréco-bouddhique, au Gandhara et dans les oasis du Xinjiang, l'art sérindien ont pratiqué ainsi pour les sculptures bouddhiques. C'est aussi le matériau retenu pour des figures martiales de gardiens, protecteurs du Bouddha et de la Loi bouddhique, au Japon à l'époque de Nara. Les sculpteurs français, surtout aux XVIIIe et XIXe siècles ont soigneusement conservé cet état de certaines de leurs sculptures, comme Houdon ou Deseine.

## Histoire de la construction en terre crue
La terre crue a été utilisée dans la construction depuis des milliers d'années et environ 30 % de la population mondiale vivent dans des structures en terre, tout particulièrement dans les pays en voie de développement. L'histoire de la construction en terre est mal connue, trop souvent éclipsée par l'attention accordée en Occident à la pierre ou au bois, matériaux considérés plus « nobles ». La terre  est cependant associée aux époques décisives de la révolution urbaine dans toutes les zones géographiques, par la plupart des civilisations (civilisation de la vallée de l'Indus, civilisation mésopotamienne, culture Mochica, etc.).
Selon les statistiques[Lesquelles ?] établies il y a près de quarante ans, un tiers de la population de la planète occupe des demeures conçues dans une architecture de terre, réparties sur les cinq continents en milieu urbain comme en milieu rural. L'Unesco estime que ces chiffres devraient être révisés à la hausse (50 % de la population mondiale en 2020). La liste du patrimoine mondial de l’UNESCO recense 70 sites archéologiques et architecturaux historiques en terre crue qui représentant 10 % de ce patrimoine ; sites qui peuvent présenter des défis en termes de conservation et restauration archéologique.

### Asie
Les plus anciennes traces d'utilisation de la terre en construction remontent à 10 000 ans à Jéricho et Mureybet (Syrie). La technique utilisée est alors l'empilement de pains de terre façonnés à la main. Il y a 8 500 ans, la brique de terre apparaît sur le site de Çatal Höyük, en Anatolie. Puis, il y a 7 000 ans, une architecture de terre fait son apparition avec les ouvrages de fortification ; suivent l'apparition des coupoles il y a 6 500 ans, les temples monumentaux et les villes-temple il y a 5 000 ans avec Sumer.
Dans l'architecture chinoise, les premières constructions en terre crue étaient des habitats troglodytes, creusés dans la terre il y a 7 000 ans. Les fortifications en terre battue font leur apparition il y a 3 500 ans. Avec la dynastie des Han, apparaissent les premières fortifications en pisé. Cette tradition du pisé perdure, on connaît en particulier les tulous, habitats des Hakkas, constitués d'une enceinte massive de pisé à l'intérieur de laquelle une vraie petite ville s'installe, et dont quelques exemples sont encore habités. Le pisé est toujours utilisé pour la construction.
En Arabie, la ville yéménite de Shibam et son architecture d'immeubles en briques de terre crue figure sur la liste du patrimoine mondial de l'Unesco.
En Afghanistan, un centre de recherche sur le matériau terre a ouvert ses portes en 2014. Né d'un partenariat réussi entre l'ambassade de France et l'association Darah Afghanistan, il se situe sur le site de l'Université Polytechnique de Kaboul.

### Amérique
Sur le continent américain, la vie nomade des groupes des chasseurs-collecteurs dure plusieurs milliers d'années avant les débuts de l'agriculture. C'est en Amérique centrale que la culture du maïs entraîne la création des premiers villages et la naissance de l'urbanisme autour de centres religieux. L’habitat semble avoir été un système ouvert de petites maisons quadrangulaires élevées en matériaux légers, bois et torchis ou boules de terre, couvertures en feuilles de palme. L'emploi de la brique crue apparaît entre 500 av. J.-C. et 600 apr. J.-C. Les civilisations pré-colombiennes ont également utilisé la terre crue. Un des exemples les plus connus est Chan Chan, au Pérou, grand ensemble de douze palais construits sur une surface de 20 km2 en bordure de l'océan. À Taos, les habitations empilées donnent une forme pyramidale à degrés. Les murs d'adobe sont enduits de terre mêlée de paille finement hachée, boules de terre jetées et lissées à la main. Les toitures à vigas sont couvertes de brindilles surmontées de terre damée. Cet habitat très élaboré a servi de modèle à l'architecture hispano-mexicaine en adobe qui fut ensuite réemployée dans le sud-ouest des États-Unis. Aujourd'hui, la brique d'adobe et le pisé sont associés au développement de l'architecture solaire dans ces contrées.

### Afrique

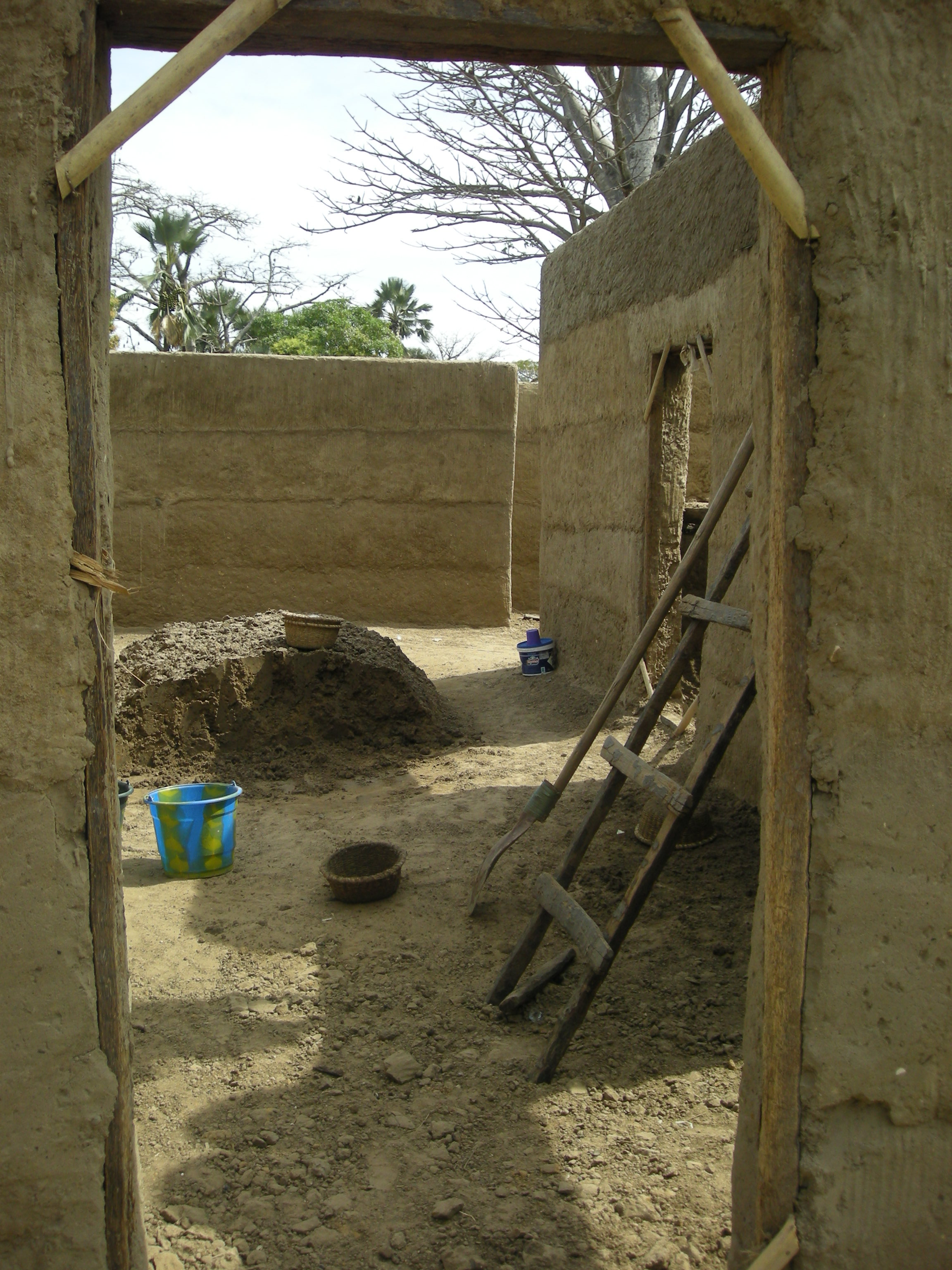
Construction d'une maison à Séléki (Casamance, Sénégal).

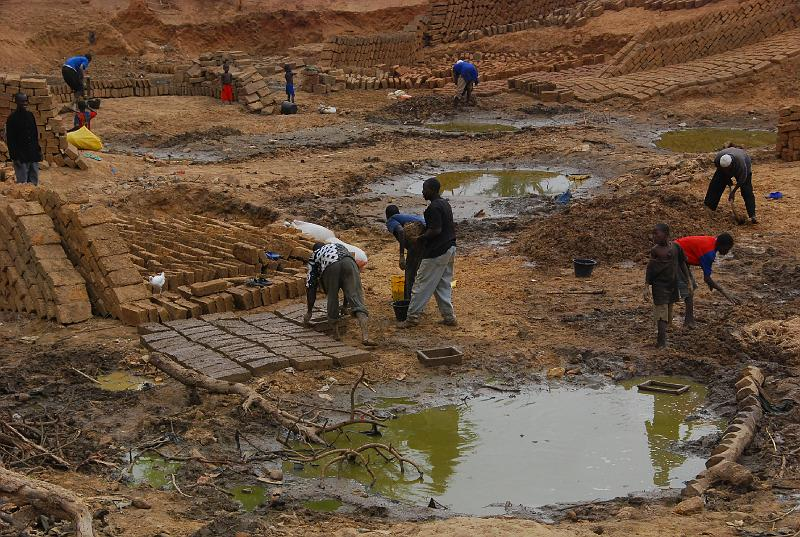
Fabrication de briques de banco au Mali.

C'est en Afrique que s'est épanouie la civilisation égyptienne durant près de trois millénaires. Aux premiers établissements humains des sites de Merimdé et du Fayoum (delta du Nil), datés du Ve millénaire av. J.-C., correspond un habitat de clayonnages de roseaux et de branchages enduits d'argile ou remplis de mottes de terre. Le matériau est modelé puis moulé en briques crues qui sèchent au soleil.
Le développement de la construction en terre crue s'étend sur tout le continent africain, produisant une diversité et une richesse architecturale exceptionnelles. On peut citer l'architecture des mosquées soudanaises (mosquées de Tombouctou, de Djenné, XIIIe et XIVe siècles). La terre crue reste en Afrique un matériau de construction majeur, même si son image est souvent fortement dégradée.
C’est en fonction de la terre que l’on adaptera les techniques. Dans le domaine de l’architecture de terre, deux tendances croisent les fers, la recherche de nouveaux produits pouvant répondre aux exigences du développement durable en vue d’être industrialisés et commercialisés et le domaine artisanal qui défend la terre comme un moyen de construction ancestral. En Algérie, depuis 2012, le Centre algérien du patrimoine culturel bâti en terre (CAP-Terre) installé à Timimoun dans la wilaya d’Adrar se fait le chantre du retour aux architectures et construction en terre.

### Europe
Les plus anciens établissements d'Europe sont datés du VIe millénaire. L'habitat primitif en Thessalie est fait de clayonnage de bois et d'argile, puis il évolue vers des groupements de constructions carrées en briques crues. Il faudra attendre le Siècle des Lumières pour observer un retour progressif à des habitats massifs en terre crue (pisé, bauge). Ce renouveau est sans aucun doute dû à François Cointeraux, qui écrivit plus de soixante-dix fascicules sur le sujet du pisé. Ce retour en force de la terre crue concerna non seulement l'Europe mais le monde entier. La terre crue sera utilisée jusqu'au lendemain de la Seconde Guerre mondiale, puis elle sera abandonnée pour des solutions plus rapides à mettre en œuvre, dans l'urgence de la reconstruction. Toutefois, le patrimoine constitué jusqu'alors représente aujourd'hui un nombre considérable de bâtiments, surtout ruraux, dans certaines zones (en France, les vallées de la Saône et du Rhône, le Dauphiné, l'Auvergne, la Bourgogne, la Bretagne, la Normandie, le Midi toulousain).
L'intérêt porté aujourd'hui au matériau dans certains pays européens (Allemagne, Pays-Bas, Danemark, France) date du début des années 1980.
La terre crue est une alternative à une industrie briquetière énergivore. Les coûts de l'approvisionnement énergétique des fours à briques poussent d'ailleurs certaines briqueteries à une inévitable reconversion dans la fabrication de briques en terre crue,.

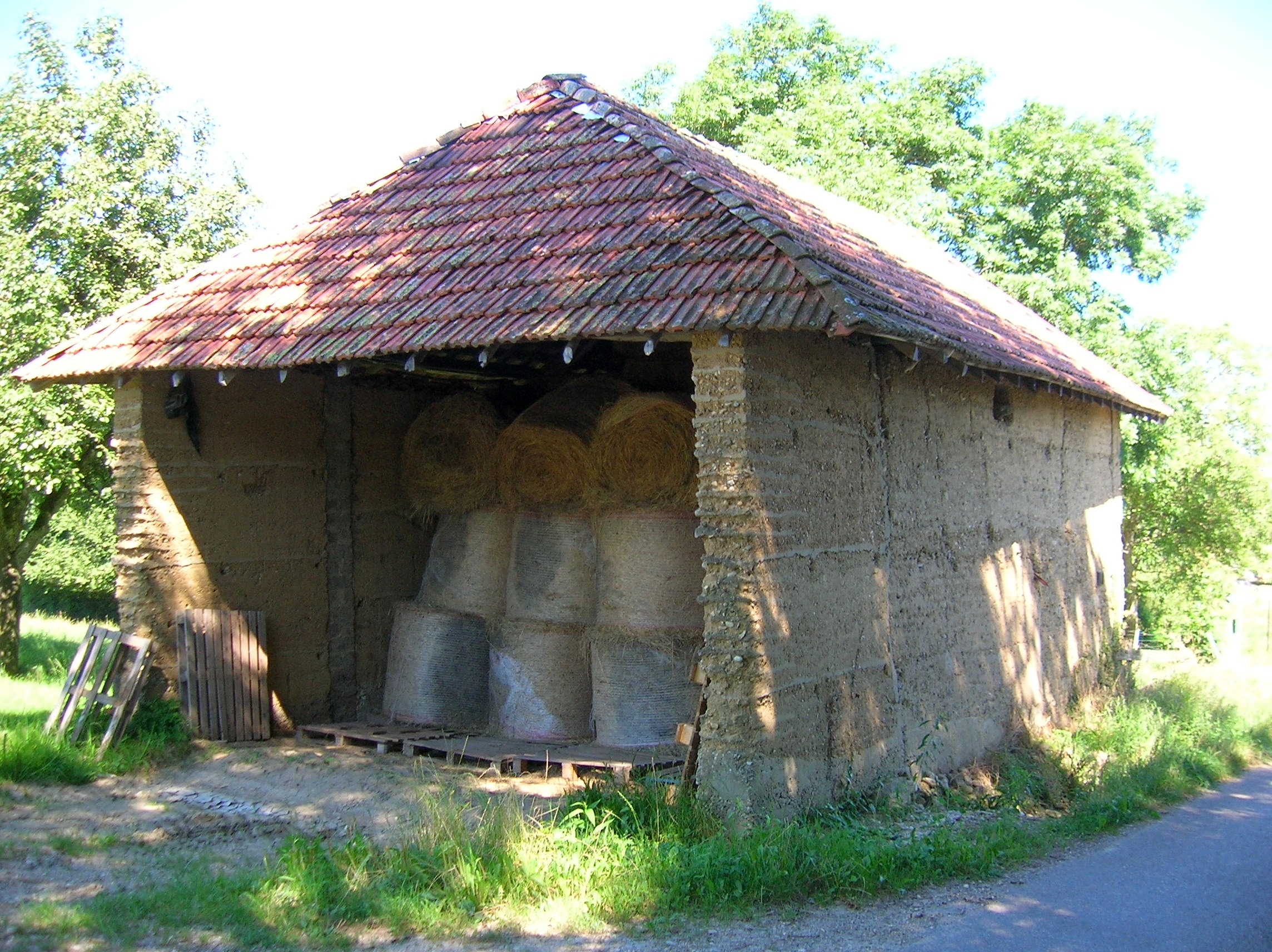
Grange en pisé à Chassignieu, Isère, France.

La France possède diverses traditions de mortier de terre, de brique de terre crue (adobe), de torchis, de bauge et de pisé.
À la suite des deux guerres mondiales, la majorité de ces charpentiers étant affectés au corps des sapeurs boiseurs et ayant été décimés, le savoir-faire associant charpente et remplissage en terre crue (torchis, hourdage) a été largement perdu.
Selon une estimation de l’Agence nationale d’amélioration de l’habitat, au début des années 1980, la terre crue représente environ 15 % du patrimoine architectural français, part correspondant à 10 % des logements (soit respectivement plus de deux millions d'immeubles et 2 400 000 logements),. Elle est particulièrement utilisée dans quatre grandes régions : Rhône-Alpes emploie le pisé pour ses maisons en terre porteuse (la terre de cette région, avec sa granulométrie homogène, s'y prête), le Sud-Ouest (dont la terre possède peu de cailloux) privilégie l'adobe, le torchis est prédominant dans le Nord-Pas-de-Calais et sa terre argileuse, la bauge est caractéristique de la Bretagne.
Le Domaine de la Terre ou Village Terre, créé en 1985 dans la ville nouvelle de L’Isle d’Abeau en Isère (le site est de nos jours dans la commune de Villefontaine), est un exemple d'ensemble architectural contemporain formé de constructions en pisé (terre crue). Le projet, réalisé par l'OPAC, l'Établissement Public d’Aménagement de la Ville Nouvelle et le Centre de recherche et d’Application Terre (CRATerre, aujourd'hui un laboratoire de recherche lié à l’école nationale supérieure d'architecture de Grenoble) avait une dimension de promotion d'une recherche architecturale et technique liée à ce mode de construction. Il s'agit de 65 logements HLM répartis en douze îlots. L'ensemble comporte 45 % de logements en pisé, 45 % en blocs de terre comprimée et 10 % en terre paille. Cette réalisation est classée depuis 2008 parmi les 45 trésors du développement durable de la région Rhône-Alpes,.

### Océanie
La construction en terre crue est apparue avec les premiers colons. Toutes les techniques ont été utilisées dans un premier temps, mais aujourd'hui, deux prospèrent particulièrement : le pisé et l'adobe. L'Australie est aujourd'hui le pays qui construit le plus au monde en utilisant ces techniques. Dans certaines régions, 20 % du parc immobilier sont en pisé.

## Contexte contemporain

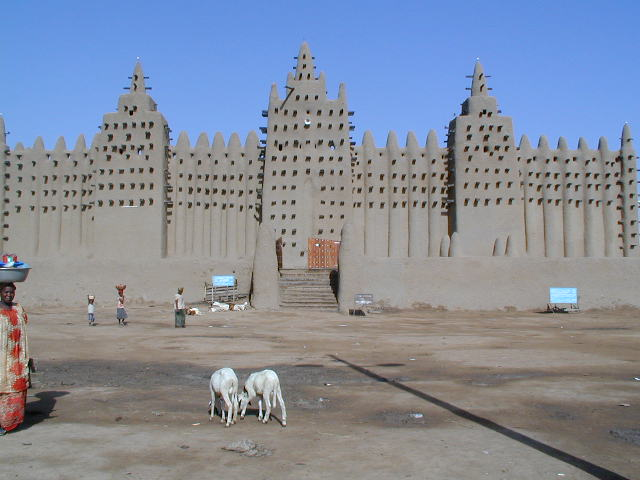
Mosquée de Djenné, construite en briques de terre crue, enduite de terre lissée à la main.

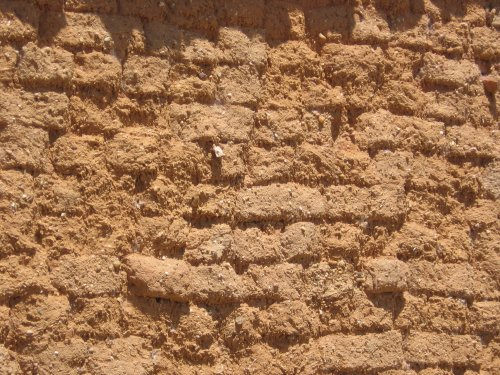
Exemple typique de décrépitude du patrimoine en terre crue en Europe.

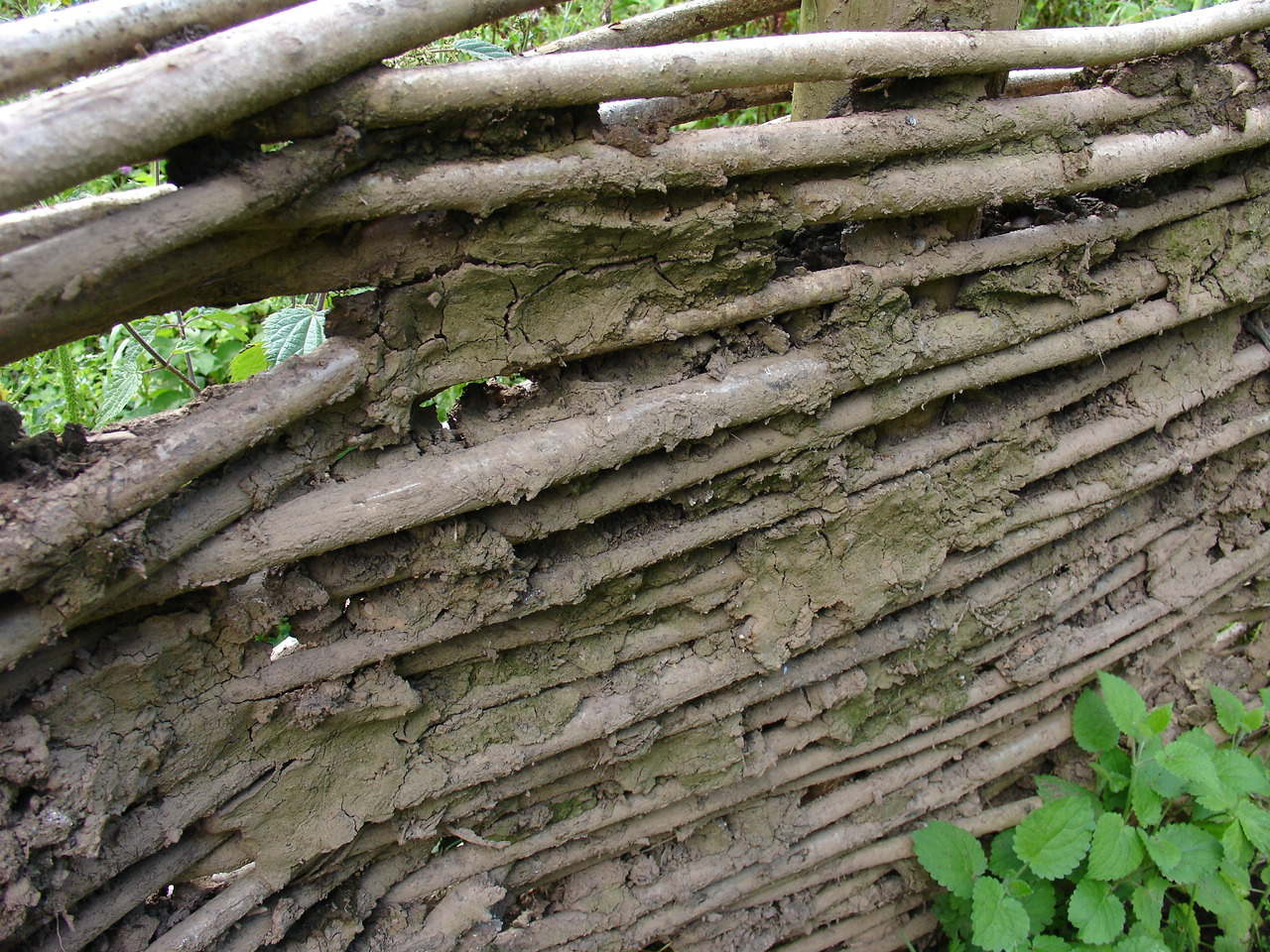
Reproduction d'un mur celtique, en fascines de saules recouvertes de terre.

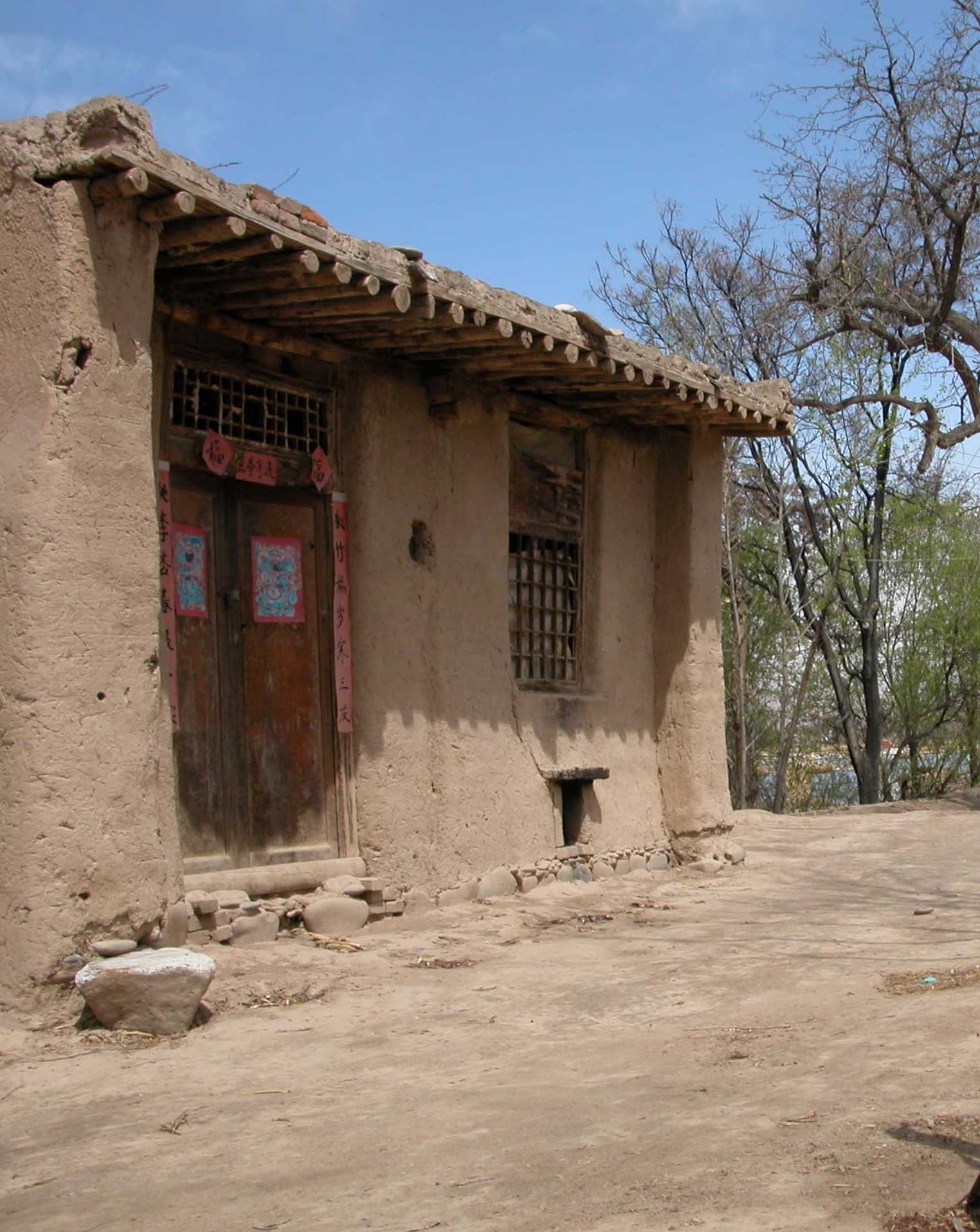
Maison de fermier. Xian de Huining, Gansu

La restauration du patrimoine est l'occasion de reconstruire « à l'ancienne » des bâtiments ou des portions de bâtiment. Des maisons particulières sont aussi construites par ou pour des passionnés d'authenticité. La construction terre est une des techniques utilisées par l'autoconstruction, qui reste très marginale dans les pays riches. Certains se fixent l'objectif de bénéficier du confort et des qualités énergétiques d'une maison en terre crue, y compris parfois pour des ouvrages publics.
Des organisations (Régions, États, Europe, Unesco, etc.) ont consacré des fonds à la recherche sur ces techniques et pour la diffusion du savoir afférent. Le patrimoine en terre crue en Europe et le nombre de constructions neuves sont notablement plus faibles qu'en Amérique du Nord.
Au titre de ce patrimoine, peut être mentionné pour la France, l'auditorium de Pigna.
En Chine, depuis les années qui ont suivi le séisme de 2008 au Sichuan, une nouvelle génération d'architectes - dont l'agence Onearth Architecture - ont recours à la construction en terre (banché-coulé de pisé ou briques de terre compressée, assemblées), de même qu'ils font appel aux matériaux régionaux et aux modes de construction traditionnelle en d'autres circonstances comme au village de Macha, Xian de Huining, Gansu. Les villageois peuvent faire appel à elle pour des projets qui les concernent, et ils vont apporter leur main d’œuvre et leurs connaissances à la réalisation. De même, une brique creuse a été utilisée pour la reconstruction de bâtiments détruits par le séisme, à partir des débris broyés et compressés avec de la paille, par Jiakun Architects, la rebirth brick.
L'approche « HQE » (Haute qualité environnementale) s'est développée en architecture depuis les années 1990, peut utiliser la terre crue, pour des raisons écologiques, économiques, éthiques et de confort.

À l'heure actuelle, la demande croissante de matériaux dans l'industrie de la construction a entraîné une consommation importante de ressources naturelles, la pénurie de ces mêmes ressources et l'augmentation du prix des matériaux de construction. 40 % de l'énergie mondiale actuelle sont par ailleurs consommés par l'industrie et le secteur de la construction qui contribue également à 1/3 des émissions totales de gaz à effet de serre, à la fois dans les pays développés et en développement. La terre peut être considérée comme l'une de ces matières premières durables, à faible consommation d'énergie et impact environnemental, qui permet de répondre à de nouvelles exigences de construction durable et abordable et qui répond aux normes de confort requises aujourd'hui.
- Les blocs de béton de terre compressée en anglais, Mud-Concrete block (MCB), est un concept novateur qui utilise une forme de béton produit à partir de la terre, de ciment et d'eau. Le concept initial du béton de terre - attention le terme peut aussi désigner tout simplement la terre employée seule - consiste à associer la résistance et la durabilité du béton à des constructions à base de terre, dans un système de mur porteur, bon marché, avec des techniques de construction simples qui minimisent l'impact environnemental. Ici, la fraction de terre remplit le rôle d'agrégat et les faibles quantités de ciment agissent comme stabilisateur[28].
- Les brique de terre compressée (BTC) sont des briques de terre crues fortement compressées.